# Katherine Sophie Dreier
Katherine Sophie Dreier (10. září 1877 – 29. března 1952) byla americká malířka, patronka umělců a sociální reformátorka. Dreier se začala zajímat o umění již v mladém věku a díky finančně zajištěným rodičům a jejich progresivním postojům měla příležitost studovat umění ve Spojených státech a v Evropě. Její sestra Dorothea, postimpresionistická malířka, cestovala a studovala v Evropě s ní. Nejvíce ji ovlivňovalo moderní umění, zejména její přítel Marcel Duchamp. Kvůli frustraci ze špatného přijetí moderních uměleckých děl ve společnosti se stala zastáncem těchto odmítaných autorů. Byla spoluzakladatelkou Společnosti nezávislých umělců a Société Anonyme, která měla první stálou sbírku moderního umění, představující 175 umělců a více než 800 uměleckých děl. Sbírka byla věnována Yaleově univerzitě. Její díla byla vystavena v Evropě a ve Spojených státech, včetně Mezinárodní výstavy moderního umění roku 1913.
Dreier byl také aktivní sufražetkou a jako delegátka se účastnila šestého kongresu Mezinárodní aliance sufražetek ve švédském Stockholmu. V roce 1915 byla předsedkyní německo-amerického výboru New Suffrage v New Yorku a pokladníkem organizace German House for Recreation of Women and Children, kterou založila její matka. Spoluzaložila spolek German House for Recreation of Women and Children a byla jeho prezidentkou. Dvě z jejích sester byly sociální reformátorky, Mary Dreier a Margaret Dreier Robins.

## Životopis profesní
Katherine Sophie Dreier se narodila v Brooklynu v New Yorku 10. září 1877. O umění se začala zajímat již v mladém věku a díky bohatství rodičů a jejich progresivním postojům jí byla poskytnuta příležitost studovat umění ve Spojených státech a v Evropě. Její sestra Dorothea, postimpresionistická malířka, s ní cestovala a studovala v Evropě. Nejvíce Katherine Sophii ovlivňovalo moderní umění, zejména její přítel Marcel Duchamp. Byla velmi frustrovaná špatným přijetím jeho díla a stala se zastáncem nejen jeho, ale i jiných umělců. Byla spoluzakladatelkou Society of Independent Artists (Společnost nezávislých umělců) a umělecké organizace Société Anonyme, Inc. (Společnost anonymních), která vlastnila první stálou sbírku moderního umění, představující 175 umělců a více než 800 uměleckých děl. Sbírka byla věnována Yaleově univerzitě. Její díla byla vystavena v Evropě a ve Spojených státech. V roce 1913 se zúčastnila výstavy International Exhibition of Modern Art (Mezinárodní výstava moderního umění), známé také jako Armory Show. Byla také aktivní bojovnicí za volební právo žen a jako delegátka se zúčastnila šestého kongresu International Alliance of Women (Mezinárodní aliance pro boj proti potlačování práv žen) ve Stockholmu ve Švédsku. V roce 1915 byla předsedkyní a také pokladní německo-amerického výboru strany „New Suffrage“ v New Yorku, organizace, kterou založila její matka. Spoluzaložila „German House for Recreation of Women and Children“ (Německý dům pro rekreaci žen a dětí) a byla jeho prezidentkou. Dvě z jejích sester byly sociální reformátorky, Mary Dreier a Margaret Dreier Robins.

## Životopis soukromý

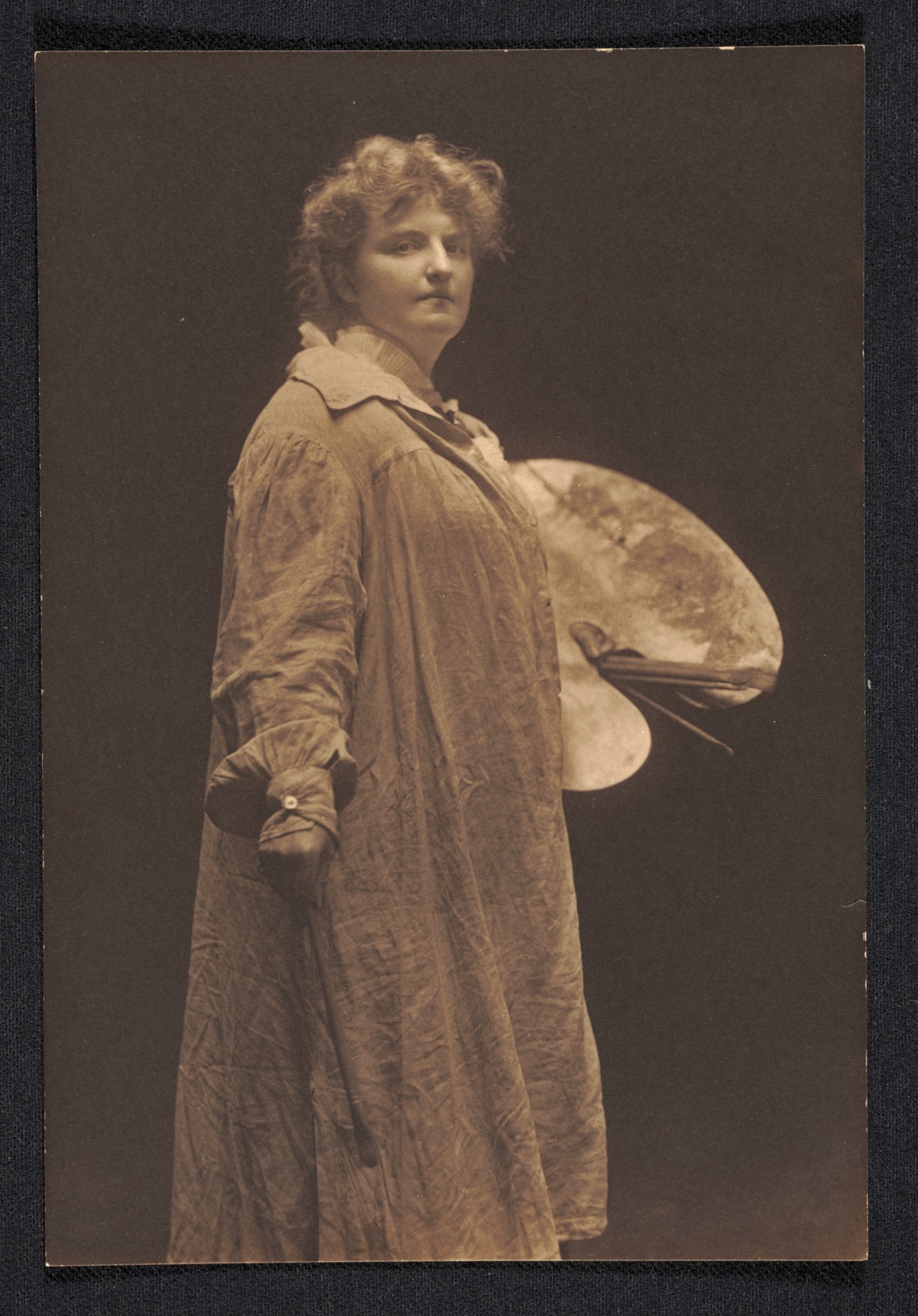
Katherine Sophie Dreier s malířskou paletou, asi 1910

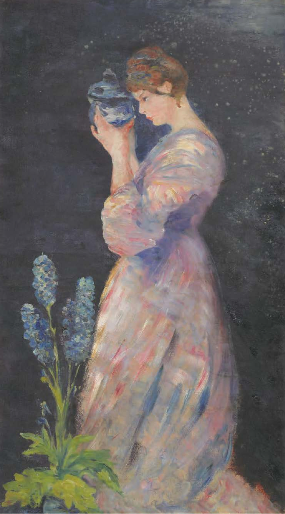
Katherine S. Dreier, Modrá mísa, Armory Show, 1913

O svém datu narození Katherine Sophie Dreier uvedla: „Narodila jsem se v roce 1877. Šťastnou náhodou právě tři sta let po Rubensovi – a tato skutečnost mě vždy ovlivňovala. Část jeho vitality a citlivosti pro barvu byla součástí mého uměleckého dědictví.“ Její rodiče, úspěšný podnikatel Theodor Dreier a Dorothea Dreier, byli oba přistěhovalci z Německa. Rodné jméno její matky bylo Dreier a její rodiče byli bratranec a sestřenice z Brém v Německu. Jejich předci byli občanští vůdci a obchodníci. Theodor přišel do Spojených států v roce 1849 a stal se partnerem anglické železářské firmy Naylor, Benson a pobočky společnosti v New Yorku. Oženil se s Dorotheou v roce 1864 při návštěvě v Brémách, přivedl ji zpět do Spojených států a žili spolu v domě v Brooklynu v New Yorku. Katherine Dreier měla staršího bratra a tři starší sestry. Dvě z jejích sester, Mary Elisabeth a Margaret, byly sociální reformátorky. Její třetí sestra Dorothea byla postimpresionistická malířka. V rodině panovaly vřelé vztahy, Katherine si byla obzvláště blízká Mary, kterou viděla jako neuvěřitelně dobrého člověka.
Dreierovi chtěli svým dcerám nabídnou stejné příležitosti, jaké poskytli svému synovi. Byli demokratičtí a vážili si svých německých tradic. Když jí bylo 12 let chodila Katherine Sophie každý týden do výtvarné školy a navštěvovala soukromou školu George Bracketta v Brooklynu. Její rodina byla v občanské komunitě aktivní v sociálních projektech a ona se od mládí podílela na charitativní a sociální práci. V roce 1900 její matka založila German House for Recreation of Women and Children, kde Katherine pracovala jako dobrovolnice od roku 1900 do roku 1909. V roce 1905 spoluzaložila v Brooklynu sdružení Little Italy Neighborhood Association a stala se prezidentkou této organizace. O pět let později se stala jednou z prvních ředitelek Manhattan Trade School for Girl (Manhattanská obchodní škola pro dívky), což byla veřejná střední škola v New Yorku založená v roce 1902 a v té době byla jedinou odbornou školou pro studentky v tomto městě.
V roce 1911 žila v Londýně. Potkala zde amerického malíře Edwarda Trumbulla, známého také jako Edward Trumbull-Smith a v srpnu 1911 se v Brooklynu vzali a žili spolu na 6. Montague Terrace, Brooklyn. Svatbu zorganizoval její švagr Raymond Robins. Během několika týdnů po sňatku Katherine Sohie zjistila, že Edward je již ženatý. Byl totiž přesvědčen, že anglické manželství není v Americe právně závazné. Vytiskla kartu s omluvou a poslala ji těm, kteří obdrželi svatební oznámení. Na kartě Katherine uváděla: „Manželství uzavřené 8. srpna mezi Katherinou S. Dreier a Edwardem Trumbullem je neplatné kvůli existenci bývalé manželky pana Trumbulla, s níž nebyl legálně rozvedený a strany, které nežily společně jako manžel a manželka, pan a paní H. Edward Dreier tímto odvolávají své oznámení manželství zaslané dříve, než byla tato skutečnost známa.“ Toto manželství bylo zrušeno a ona se následně vrátila do Londýna. Zapojila se do boje za volební právo žen v International Woman Suffrage Alliance a v roce 1911 se zúčastnila šestého kongresu této organizace ve švédském Stockholmu jako delegátka. V roce 1915 byla předsedkyní německo-amerického výboru strany New Suffrage v New Yorku. Po smrti svých rodičů koncem let 1890 se po obdržení dědictví stala finančně nezávislou.

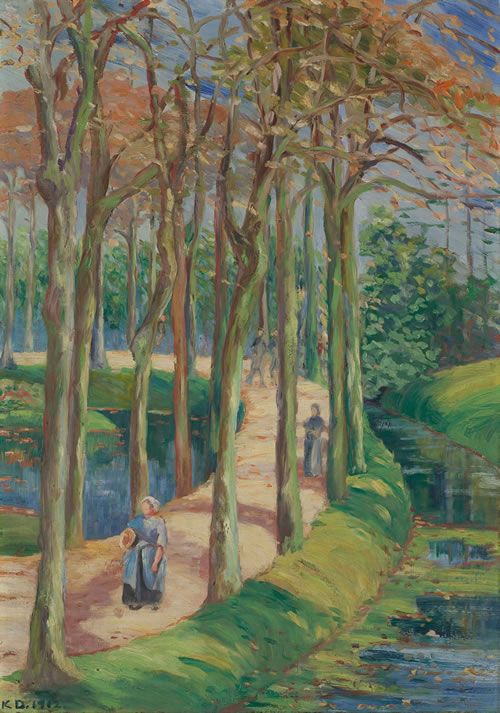
Katherine S. Dreier, Krajina s postavami v lese nebo The Avenue, Holland, 1911 nebo 1912, Umělecké muzeum George Waltera Vincenta Smithe, Springfield, Massachusetts, dar z umělčiny pozůstalosti.

### Vzdělání
Dreierová studovala umění v letech 1895 až 1897 na Brooklyn Art School. V roce 1900 studovala spolu se sestrou Dorotheou na soukromé univerzitě Pratt Institute. V roce 1902 odcestovala do Evropy, kde dva roky studovala mistrovské umění starých malířů spolu se sestrami Mary Quinn a Dorotheou. Po návratu studovala soukromě u malíře Waltera Shirlawa, který jí dal skvělý umělecký základ a pomáhal jí najít její individuální výraz. Po třech měsících v roce 1907 Dreier pokračovala ve studiu u Raphaëla Collina v Paříži a část roku 1912 strávila studiem u Gustafa Britsche, o kterém říkala, že je to její nejúspěšnější učitel.

## Kariéra
V roce 1905 vytvořila oltářní obraz pro kapli Školy Sv. Pavla v Garden City v New Yorku. V roce 1909 se přestěhovala do Londýna, do čtvrti Chelsea, kde byli jejími sousedy Oscar Wilde a James Abbott McNeill Whistler. Dreierová se setkávala se spisovateli a umělci prostřednictvím své švagrové Elizabethy Robins, která byla sestrou manžela její sestry Margaret Dreier Robinsové, Raymonda. V době kdy žila v Londýně, prošla obdobím nemocí a pochybností.

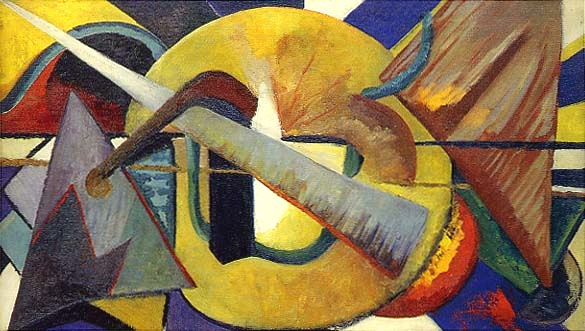
Katherine S. Dreier, Abstraktní portrét Marcela Duchampa, 1918, Museum of Modern Art, New York

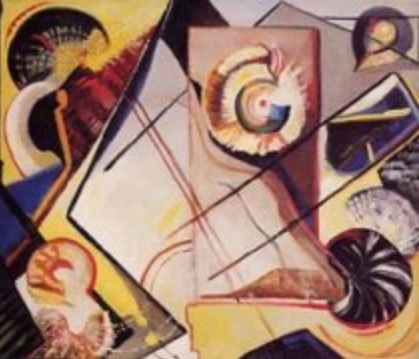
Katherine S. Dreier, The Garden, 1918

V srpnu 1911 se Dreierová vrátila z Londýna, aby se provdala za Edwarda Trumballa, ale již v září byla zpět v Anglii neboť její manželství bylo anulováno. Měsíc po svém příjezdu měla samostatnou výstavu v Doré Galleries v Londýně a další v roce 1912 ve Frankfurtu nad Mohanem v Německu. V té době cestovala po Německu a studovala u Gustafa Britsche. Právě zde se setkala s pracemi modernistů a moderní abstraktní obrazy ji naprosto zaujaly.
Její první výstava ve Spojených státech byla v MacBeth Gallery. Dreierová vystavovala v roce 1913 na výstavě Armory Show dvě olejomalby: The Blue Bowl (Modrá mísa) a The Avenue, Holland. Tam viděla obraz Akt sestupující se schodů Marcela Duchampa, dílo které bylo považováno za „nejkontroverznější obraz z výstavy“. Byla velmi frustrována nedostatkem respektu vůči nově vznikající artformě. Vasilij Kandinskij a Duchamp, oba ovlivnili její práci, což lze vidět na obraze Abstraktní portrét Marcela Duchampa z roku 1918, a znamenal její přechod k modernímu umění.
Prostřednictvím sběratele umění Waltera Arensberga se setkávala s avantgardními umělci ze Spojených států a Evropy. Stala se spoluzakladatelkou Society of Independent Artists (Společnosti nezávislých umělců) v New Yorku. Duchamp byl ústřední postavou v této tehdy zneuctívané skupině a ona stala jeho patronkou, přítelkyní a partnerkou. Na první výstavě společnosti nazvané First Annual Exhibition vystavovala dva své obrazy. Výstava probíhala od 10. dubna do 6. května 1917.
Dreierová, Duchamp a dadaista a surrealista Man Ray založili Société Anonyme v roce 1920 pro „studium a propagaci moderního umění“, včetně kubismu, expresionismu, dadaismu, futurismu a umění školy Bauhaus. Byla hybnou silou organizace – prostřednictvím vlastní finanční podpory a propagačního úsilí. První výstava Société se konala 30. dubna 1920. Následně Katherine pokračovala v propagaci umělců prostřednictvím přednášek a výstav, které pořádala, a publikací, které vytvořila. Propagovala díla Paula Kleea, Stantona Macdonalda-Wrighta, Vasila Kandinského, Heinricha Campendonka, Joana Miróa, Davida Burliuka, Kazimira Maleviče a Fernanda Légera. Organizace Société Anonyme vytvořila první stálou sbírku moderního umění ve Spojených státech, 175 umělců bylo zastoupeno ve více než 800 dílech. Dreierová byla také členkou skupiny Abstraction-Création. V roce 1926 slavnostně zahájila první velkou výstavu moderního umění v Americe, Armory Show v Brooklynském muzeu, trvající od pátku 19. listopadu 1926 do pondělí 10. ledna 1927, tři roky předtím, než v roce 1929 v New Yorku vzniklo Muzeum moderního umění (Museum of Modern Art). Navštívila ateliér Pieta Mondriana v Paříži a na výstavu získala jednu z jeho diamantových kompozic Painting I.
Katherine Dreier hluboce nesnášela svého rivala, Muzeum moderního umění. Vnímala to tak, že bohatí podporovatelé nového muzea jí ukradli nejen její vizi a její ideu, ale dokonce i jméno její organizace – podtitul Société Anonyme byl „Muzeum moderního umění“. Ve skutečnosti však neúnavný idealismus Dreierové nedokázal dostatečně nahradit nedostatek významné finanční podpory. Výstavní síně Société Anonyme byly příliš malé, ale její pokusy o nalezení lepších prostor ve významnější čtvrti byl neúspěšné, neboť finanční prostředky, pocházející hlavně od ní a jejích dvou sester, nebyly dostačující. Její společnost se postupem času stávala stále více projektem jedné ženy – přesto se jí podařilo založit první muzeum na světě, které se věnovalo výhradně modernímu umění.
Napsala knihu Western Art in the New Era (Západní umění v nové době) o moderním umění, která vyšla v roce 1923 a odrážela její pohled inspirovaný Kandinským, který viděl „formu jako vnější výraz vnitřního duchovního významu“. V letech 1930 a 1931 přednášela na „The New School for Social Research“ (Nové škole pro sociální výzkum) a na „Rand School of Social Science“. V roce 1933 byla uspořádána retrospektivní výstava jejích prací na Academy of Allied Arts v New Yorku a ve stejném roce byla vydána její kniha Shawn the Dancer o jejím příteli a tanečníkovi Tedu Shawnovi. Výstava „40 variací“ z roku 1935 je přehlídkou jejích abstraktních obrazů, inspirovaných hudbou. Podporovala kolegy umělce, pomáhala jim s publicitou a stávala se jejich patronkou.

### Workshop nástěnných maleb, Society of Independent Artists, Société Anonyme

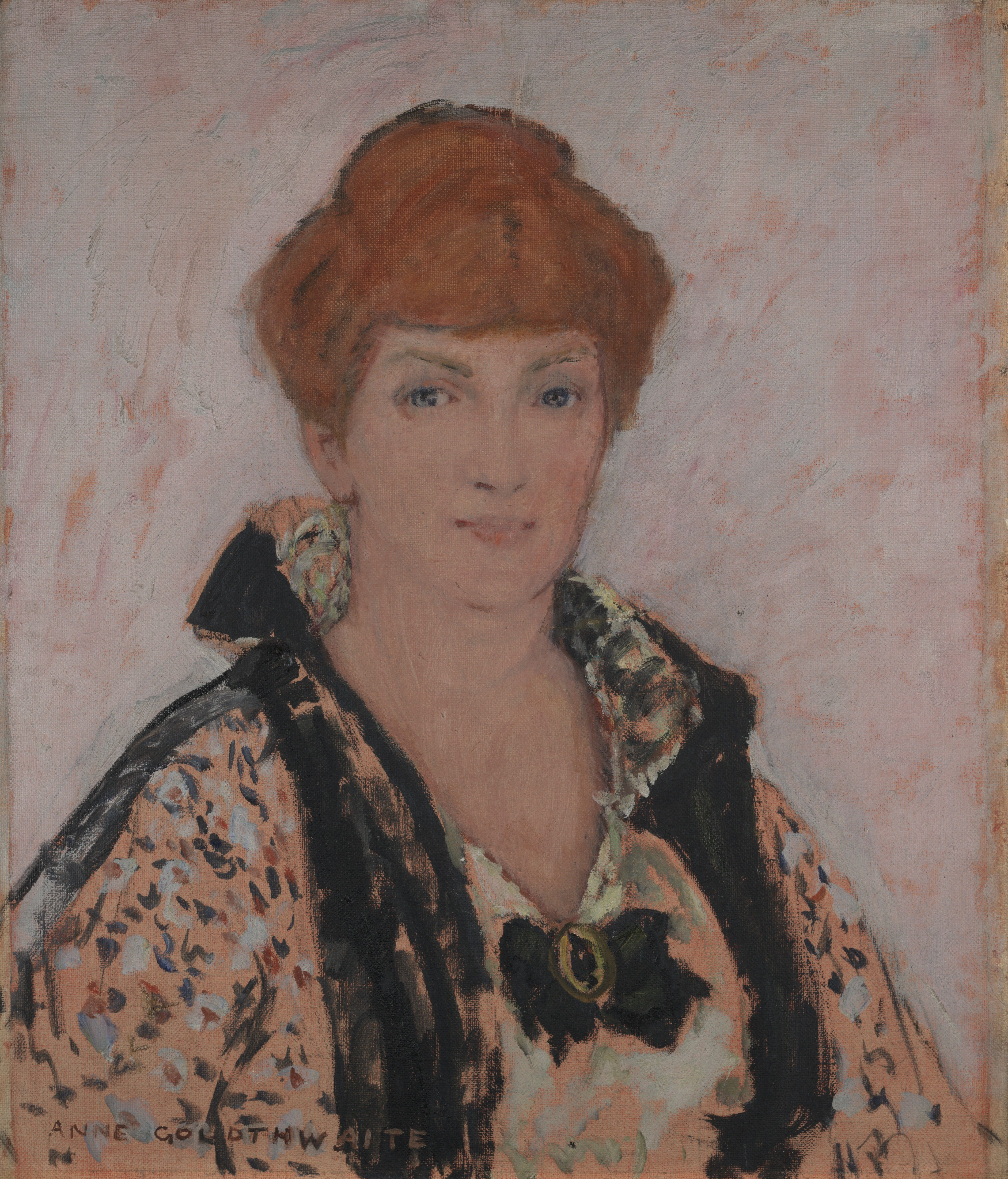
Anne Goldthwaite, Portrét Katherine S. Dreier, 1941, Yale University Art Gallery

V roce 1914 založila Dreierová umělecký spolek Cooperative Mural Workshop. Inspiroval ji výsměch, jaký u veřejnosti sklidilo moderní umění po výstavě Armory Show. Workshop popsala takto: „Sjednocení umění a řemesla přináší užitek a krásu.“ Dílna neexistovala dlouho, ale ve své době vytvářela nástěnné malby, organizovala výstavy a nabízela workshopy. V roce 1916 Dreierová pomohla založit Society of Independent Artists (Společnost nezávislých umělců), kde se setkala s Marcelem Duchampem. Stali se celoživotními přáteli. Ke zděšení Dreierové Duchamp rezignoval na funkci prezidenta společnosti poté, co mu odmítli vystavit jeho Fontánu. Poté, v roce 1920, Drierová, Duchamp a Man Ray založili Société Anonyme. Pokud jde o jméno, uvedla: „Protože naší touhou bylo propagovat umění a ne naše vlastní osobnosti, Man Ray vymyslel zábavný název Société Anonyme. Společnost sponzorovala přednášky, koncerty, publikace a výstavy moderního umění. Duchamp a Dreierová představili sbírku umění Société Anonyme na Yaleově univerzitě v roce 1941. V roce 1948 na téže univerzitě přednesla přednášku „Intrinsic Significance of Modern Ar“ (Vnitřní význam moderního umění). V roce 1950 Duchamp a Dreier zveřejnili katalog prací Société Anonyme věnovaných universitě Yale. Organizace ukončila činnost k 30. výročí svého založení v roce 1950, kdy ji její tři zakladatelé formálně rozpustili.

## Pozdější roky a úmrtí
Dreierové zdraví se kolem roku 1942 začalo zhoršovat, ona ale přesto pokračovala v práci, přednášela a psala. Zemřela 29. března 1952 v Milford Connecticutu v důsledku cirhózy jater, která nebyla způsobena alkoholem.

## Dědictví
Moderní umění nezná žádného jiného tak horlivého propagandistu.
umělecká kritička Aline B. Saarinen
Dreierové největší úspěch však nespočíval ani v jejích spisech, ani v jejích obrazech, ale v jejím raném uznání mistrovství takových umělců jako Duchamp a Kandinskij, jakož i Klee, Gabo, Villion, Léger a Mondrian a také v jejím neutuchajícím úsilí o vytvoření instituce a klimatu pro přijetí práce těchto umělců.

Eleanor S. Apter